# Фрийтаун - градски район
Фрийтаун – градски район е един от двата района на Западната област на Сиера Леоне. Включва столицата на страната – град Фрийтаун, и предградията му Годерич и Хейстингс. Площта е 81,5 км², а населението е 1 055 964 души (по преброяване от декември 2015 г.).